# Дассо, Оливье
Оливье́ Дассо́ (фр. Olivier Dassault; 1 июня 1951 — 7 марта 2021) — французский политик, депутат Национального собрания Франции, член партии Республиканцы (1988—1997, 2002—2021), член генерального совета департамента Уаза от кантона Бове-Нор-Эст.

## Биография
Родился 1 июня 1951 г. в пригороде Парижа Булонь-Бийанкур. Сын Сержа Дассо, влиятельного политика и крупного промышленника, и внук Марселя Дассо, авиационного инженера и основателя семейной корпорации. Занимал различные должности в предприятиях семейного бизнеса. Закончил военно-воздушное училище, затем получил диплом магистра в области математики и докторскую степень в области информационных технологий.
Политическую карьеру начал в 1977 году, когда был избран в городской совет Парижа. В 1988 году принял решение выставить свою кандидатуру на выборах в Национальное собрание Франции по 1-му избирательному округу департамента Уаза, по которому в своё время избирался в парламент его дед, и одержал победу. В 1993 году был переизбран в Национальное собрание, но на выборах 1997 года уступил кандидату социалистов Иву Рому.
В 1993 году Оливье Дассо был избран в Генеральный совет департамента Уаза от кантона Бове-Нор-Эст. На перевыборах 1998 года он не выставлял свою кандидатуру, а в 2004 году вновь попытался избраться в Генеральный совет, но проиграл кандидату социалистов Анри Бонану. Дважды, в 1989 и 1995 годах, возглавлял список правых на муниципальных выборах в Бове, но в обоих случаях уступал социалисту Вальтеру Ансаллану.
В 2002 году вновь был выдвинут партией Союз за народное движение в качестве официального кандидата на выборах в Национальное собрание по 1-му избирательному округу. Руководство партии предпочло его Каролин Кайё, годом ранее победившей на выборах мэра Бове. Кайё выставила свою кандидатуру как независимого кандидата, но не смогла выйти во 2-й тур, а Дассо эти выборы выиграл. После этого он с большим преимуществом побеждал на выборах 2007, 2012 и 2017 годов.
Оливье Дассо выступал за восстановление смертной казни. В апреле 2004 года он стал одним из авторов законопроекта, призванного восстановить смертную казнь для виновных в совершении актов терроризма. В 2007 году голосовал против принятия проекта конституционного закона о запрете смертной казни. 14 июня 2011 года он голосовал против законопроекта о легализации однополых браков.
В рейтинге миллиардеров Forbes 2020 года с состоянием в $4,7 млрд. он занял 361-е место.

## Смерть

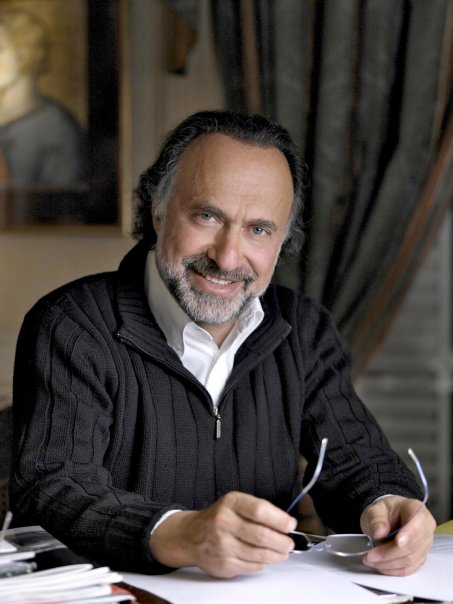
Оливье Дассо в 2013 году

Оливье Дассо погиб 7 марта 2021 года, в возрасте 69 лет, в результате авиакатастрофы. В этот день он совершал полёт на вертолёте, в Туке на северо-западе Франции (в департаменте Кальвадос недалеко от города Довиль). Вертолёт AS350 Squirrel управлялся пилотом и потерпел крушение при взлёте с частной площадки. В результате Дассо и пилот погибли.

## Занимаемые выборные должности
- 21.03.1977 — 19.03.1989 — член городского совета Парижа
- 19.09.1988 — 21.04.1997 — депутат Национального собрания Франции от 1-го избирательного округа департамента Уаза
- 20.03.1989 — 1996 — член городского совета Бове
- 23.03.1992 — 28.05.1993 — член регионального совета Пикардии
- 16.05.1993 — 22.03.1998 — член генерального совета департамента Уаза от кантона Бове-Нор-Эст
- 19.06.2002 — депутат Национального собрания Франции от 1-го избирательного округа департамента Уаза